# Colin Richardson
Colin Richardson (...) è un produttore discografico britannico.
Ha lavorato come produttore e tecnico del suono per circa 100 album, ed è frequentemente associato a gruppi heavy metal ed ai sottogeneri ad esso collegati.

## Alcuni artisti prodotti
- Anathema
- As I Lay Dying
- Behemoth
- Bullet for My Valentine
- Cannibal Corpse
- Carcass
- The Chameleons
- Chimaira
- Cradle of Filth
- Crash
- Dååth
- Dearly Beheaded
- DevilDriver
- Disincarnate
- Fear Factory
- Fightstar
- Five Pointe O
- Funeral for a Friend
- God Forbid
- Gorefest
- Gorguts
- Hamlet
- InMe
- Kreator
- Machine Head
- Murderdolls
- Napalm Death
- One Minute Silence
- Overkill
- Roadrunner United
- Sanctity
- Sepultura
- SikTh
- Sinister
- Slipknot
- S.O.B.
- 3 Inches of Blood
- Trivium
- Wednesday 13